# Ульріх фон Ріхенталь

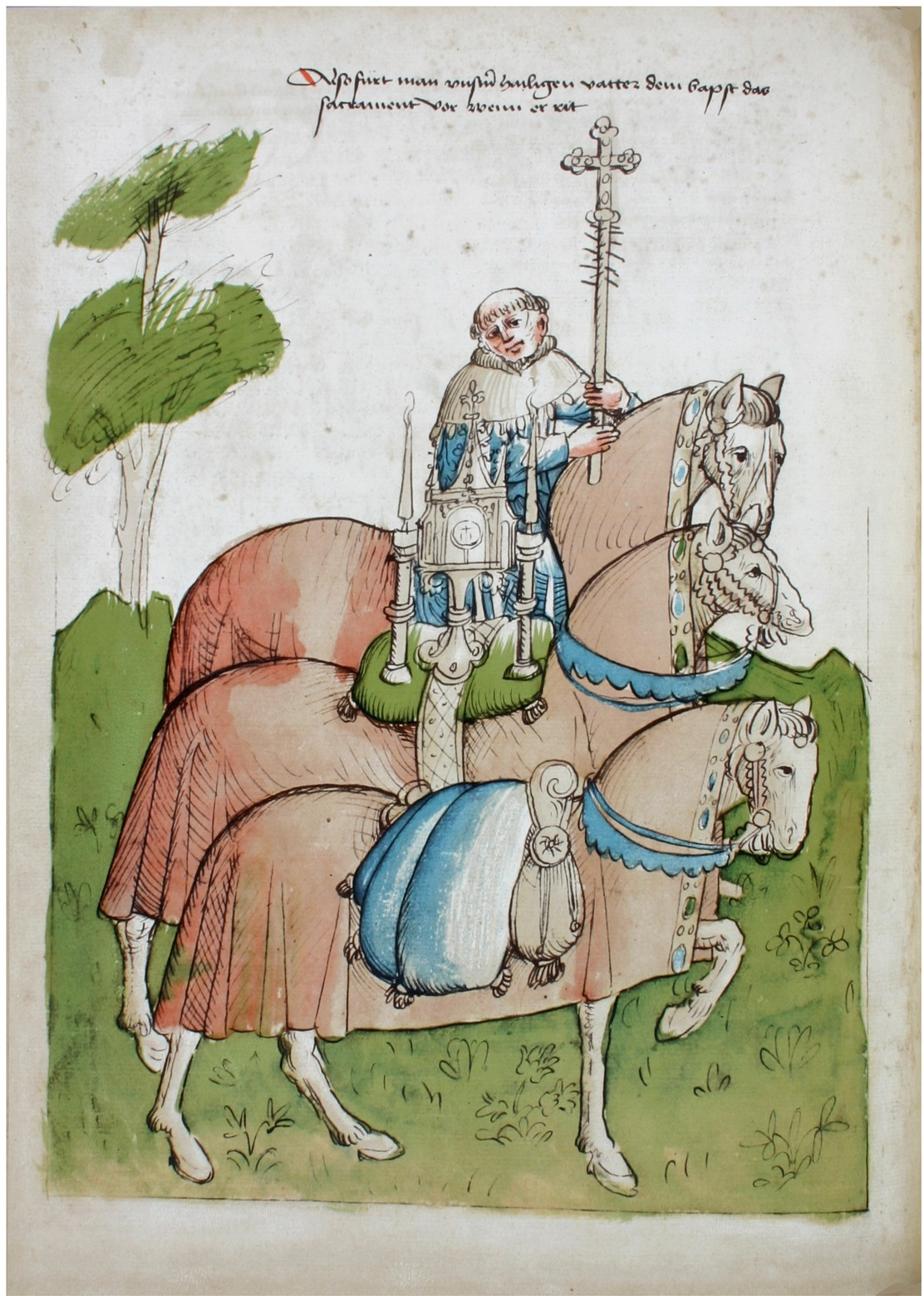
Ілюстрація з «Хроніки Констанцського собору» Ульріха фон Ріхенталя

Ульріх фон Ріхенталь (нім. Ulrich von Richental, англ. Ulrich of Richenthal, лат. Udalricus de Richental; р.н. невідомий — 1437 або 1438 р.) - німецький хроніст,  громадянин та секретар міської ради Констанца, автор ілюстрованої «Хроніки Констанцського собору».
Він був землевласником і мирянином, можливо, сином міського писаря Констанца Йоганнеса Ріхенталя, який жив у другій половині XIV ст.
Близько 1379/1380 рр. Р. домагався пребенди в капітулі при соборі Св. Йоганна в Констанці, але ототожнення його з однойменним каноніноком, записаним у документі, який датовано 1396 роком, не знайшло підтвердження.
Після 1380-х рр., можливо, займався комерційною діяльністю. 
Під час засідання Вселенського Собору в Констанці Ульріх часто вступав у зв'язок із отцями, що зібралися. Він зустрівся з папськими делегатами, які мали забезпечити приміщення для учасників собору. Він був втягнений в господарчі справи князів, які були присутні в місті під час собору, а в його будинку жив єпископ. Ульріх стежив за собором, за великими подіями, що відбувалися на ньому, за святами та всіма урочистостями, театром для яких стало його рідне місто.
Ульріх фон Ріхенталь написав на німецькому діалекті міста Констанц точний і ретельний звіт, вводячи багато статистичних матеріалів. Хроніка зберіглась в кількох рукописах, один з який знаходиться в Санкт-Петербурзі, писаний  латиною. Рукописи містять герби та інші цінні для історії цивілізації ілюстрації. Г. Севін відредагував геліографічну репродукцію (Карлсруе, 1881) рукопису Аулендорфера, найкращу. Фоторепродукція рукопису (Штутгарт, 1869 р.) була також видана в Констанці. Бак підготував найкраще видання тексту, яке з’явилося в “Bibliothek des literarischen Vereins”, CLVIII (Штутгарт, 1882). Латинський текст редагувало Російське археологічне товариство (СПб., 1874).

## Твори
Не пізніше 1421 року  склав латиною «Хроніку Констанцського собору» (нім. Chronik des Konstanzer Koncils), користуючись документальними матеріалами, а також власними нотатками. Деякі з описаних подій, наприклад, спалення в липні 1415 Яна Гуса, спостерігав як очевидця. У першій частині хроніки докладно описуються найважливіші заходи собору, у другій перераховуються майже всі його знатні та відомі учасники, із зазначенням дати прибуття, місця розміщення та числа слуг, також наводяться їх герби. Усього хроністом називаються за іменами 29 кардиналів, три патріархи, 33 архієпископи та 150 єпископів.

## Видання
- Uolrich Richental. Concilium ze Costenz 1414–1418. Lichtdruck von L. Baeckmann in Karlsruhe, Grossherzogstum Baden. Auflage von H. Sevin. — Karlsruhe, 1881.
- Ulrich von Richental. Chronik des Constanzer Concils 1414 bis 1418, hrsg. von Michael Richard Buck // Bibliothek des litterarischen Vereins in Stuttgart. — Band CLVIII. — Tübingen, 1882. — 255 s.
- Ulrich von Richental. Consiliumbuch. Augsburg: Anton Sorg, 1483. — Potsdam, 1923 (фототип.).
- Uolrich Richental. Das Konzils ze Konstanz. 1414—1418. — Band I. Faksimile-Ausgabe der Handschriften im Rosgarten Museum zu Konstanz. — Starnberg; Konstanz; Stuttgart, 1964.
- Ulrich Richental. Chronik des Konstanzer Konzils 1414—1418, hrsg. von Thomas Martin Buck // Konstanzer Geschichts- und Rechtsquellen. — Band 41. — Ostfildern: Jan Thorbecke, 2010. — ISBN 978-3-7995-6841-8.
- Ulrich Richental. Chronik des Konzils zu Konstanz. 1414—1418. — Stuttgart: Theiss Verlag, 2013. — 304 s. — ISBN 978-3-8062-2782-6.